# Psaliodes ossicolor
Psaliodes ossicolor là một loài bướm đêm trong họ Geometridae.